# Алтус (Оклахома)
Алтус (енгл. Altus) град је у америчкој савезној држави Оклахома.

## Демографија
По попису из 2010. године број становника је 19.813, што је 1.634 (-7,6%) становника мање него 2000. године.
| Група             | 2000.          | 2010.          |
| Белци             | 14.461 (67,4%) | 12.037 (60,8%) |
| Афроамериканци    | 2.233 (10,4%)  | 1.895 (9,6%)   |
| Азијати           | 295 (1,4%)     | 278 (1,4%)     |
| Хиспаноамериканци | 3.699 (17,2%)  | 4.699 (23,7%)  |
| Укупно            | 21.447         | 19.813         |